# Enemonzo
Enemonzo (Enemonç in friulano) è un comune italiano di 1 244 abitanti in Friuli-Venezia Giulia.

## Geografia fisica
Localizzato nella regione storico-geografica della Carnia, sorge nell'ampia vallata che si sviluppa dall'incontro del fiume Tagliamento e del torrente Degano. Circondato da verdeggianti colline e dai monti Lovinzola e Colgentile, è ubicato a soli 12 km dal capoluogo carnico Tolmezzo. Il comune comprende le frazioni di Fresis, Tartinis, Colza, Maiaso, Quinis ed Esemon di Sotto.

## Storia
Alcuni ritrovamenti (un'ascia in pietra levigata rinvenuta sulla collina di San Rocco, un'ascia in bronzo presso la frazione di Esemon di Sotto, e vari resti di epoca romana), testimoniano che Enemonzo è certamente uno degli antichi insediamenti della Carnia. Tuttavia il nome del paese viene citato per la prima volta solo intorno al 1000 come Enemum. Nel 35 a.C. dopo la sottomissione dei Galli Carni da parte delle legioni romane, Enemonzo entrò a far parte della X Regio Venetiae et Histriae. Dal 1017 al 1420 fece parte del patriarcato di Aquileia, conoscendo il periodo più florido della sua storia antica. Nel 1420, con la caduta del patriarcato, passò sotto la dominazione veneziana fino al 1797, anno del trattato di Campoformio che stabiliva il passaggio di tutto il Veneto (che allora comprendeva anche il Friuli) all'impero asburgico. Tornato all'Italia nel 1866, nel 1917 il paese fu investito dalla ritirata di Caporetto, e molti abitanti abbandonarono le proprie case per rifugiarsi al di là del Piave. Durante la seconda guerra mondiale, come tutta la Carnia dovette subire l'invasione dei cosacchi, autori di violenze, furti e razzie, che dovettero abbandonare il paese nel maggio del 1945.

### Simboli
Lo stemma e il gonfalone sono stati concessi con decreto del presidente della Repubblica del 28 aprile 1975.
Il gonfalone è un drappo di verde.

## Monumenti e luoghi d'interesse
- Pieve arcipretale dei Santi Ilario e Taziano a Enemonzo
- Chiesa di San Giorgio a Colza
- Chiesa di San Nicolò a Maiaso
- Chiesa di Santa Giuliana a Fresis
- Chiesette di San Rocco, che dall'alto di un colle domina la confluenza fra il Rio Esemon e il Tagliamento
- Grotta dei Pagani nei pressi di Maiaso

## Società

### Evoluzione demografica
Abitanti censiti

### Lingue e dialetti
A Enemonzo, accanto alla lingua italiana, la popolazione utilizza la lingua friulana. Ai sensi della deliberazione n. 2680 del 3 agosto 2001 della Giunta della Regione autonoma Friuli-Venezia Giulia, il Comune è inserito nell'ambito territoriale di tutela della lingua friulana ai fini della applicazione della legge 482/99, della legge regionale 15/96 e della legge regionale 29/2007.
La lingua friulana che si parla a Enemonzo rientra fra le varianti appartenenti al friulano carnico.

## Amministrazione
Il comune fa parte dell'associazione dei comuni del Parco intercomunale delle Colline Carniche costituita nel 2007 insieme ai comuni di Lauco, Raveo e Villa Santina.